# 沙迦 (城市)
沙迦（阿拉伯语：‎，羅馬化：ash-shāriqah）是阿拉伯联合酋长国第三大城市和人口最稠密的城市，也是沙迦酋长国的首府。它与迪拜、阿治曼组成了迪拜-沙迦-阿治曼大都会区。沙迦位于阿拉伯半岛的北部海岸，濒临波斯湾。